# Galapagares
Galapagares es una  localidad española perteneciente al municipio soriano de Recuerda, en la comunidad autónoma de Castilla y León.

## Geografía
Es una pedanía del municipio de Recuerda. Desde el punto de vista jerárquico de la Iglesia católica, forma parte de la diócesis de Osma, la cual, a su vez, pertenece a la archidiócesis de Burgos.

## Historia
En el censo de 1879, ordenado por el conde de Floridablanca,  figuraba como lugar del Partido de Gormaz en la Intendencia de Soria,  con jurisdicción de señorío y bajo la autoridad del alcalde pedáneo, nombrado por el conde de Ribadavia.  Contaba entonces con 107 habitantes.
A la caída del Antiguo Régimen la localidad se constituye en municipio constitucional  en la región de Castilla la Vieja que en el censo de 1842 contaba con 18 hogares y 72 vecinos, para posteriormente integrarse en Recuerda.
A mediados del siglo XIX, el lugar, por entonces con ayuntamiento propio, contaba con una población censada de 72 habitantes. La localidad aparece descrita en el octavo volumen del Diccionario geográfico-estadístico-histórico de España y sus posesiones de Ultramar de Pascual Madoz de la siguiente manera:

GALAPAGARES: l. con ayunt. en la prov. de Soria (10 leg.), part. jud. del Burgo de Osma (4), aud. terr. y c. g. de Burgos (24), dióc. de Osma (4): sit. en un hondo circundado de altos y escabrosos cerros: su clima es frio, y las enfermedades mas frecuentes pulmonias: tiene 32 casas; la consistorial; escuela de instruccion primaria frecuentada por 20 alumnos de ambos sexos, á cargo de un maestro, á la vez sacristan y secretario de ayunt. dotado con 30 fan. de trigo; una igl. parr. (San Juan Bautista) aneja de la de Mosarejos: confina el térm. N. Recuerda; E. Mosarejos; S. Nograles, y O. Brias; dentro de él se encuentra una fuente de buenas aguas que provee al vecindario para beber y demás necesidades domésticas: el terreno es áspero, pedregoso y de mediana calidad; comprende dos montes, poblados el uno de carrasca y el otro de enebro. caminos: los locales y los que dirigen al Burgo y Berlanga, todos en malísimo estado. correo: se recibe y despacha en la estafeta del Burgo, adonde cada interesado acude á recojerlo. prod.: trigo, centeno, cebada, avena, yeros, guijas, lentejas, guisantes y garbanzos; se cria ganado lanar y cabrio; abundante caza de perdices y algunos conejos y liebres. ind.: la agrícola. comercio: esportacion de frutos sobrantes, algun ganado y lana, é importacion de los art. de consumo que faltan. pobl.: 18 vec., 72 alm. cap. imp.: 11,562 rs. 32 mrs. presupuesto municipal: 600 rs., se cubre por reparto vecinal.
(Madoz, 1847, p. 267)

## Demografía
En el año 1981 contaba con 33 habitantes, concentrados en el núcleo principal, pasando a 15 en 2008. 